# Augustus Octavius Bacon
Augustus Octavius Bacon, född 20 oktober 1839 i Bryan County, Georgia, död 14 februari 1914 i Washington, D.C., var en amerikansk politiker (demokrat). Han representerade delstaten Georgia i USA:s senat från 1895 fram till sin död.
Bacon avlade 1859 examen i litteraturvetenskap vid University of Georgia och 1860 juristexamen vid samma universitet och inledde sin karriär som advokat i Atlanta. Han deltog i amerikanska inbördeskriget i Amerikas konfedererade staters armé.
Bacon flyttade till Macon, Georgia efter sin krigstjänst och fortsatte sin karriär som advokat där. Han efterträdde 1895 Patrick Walsh som senator för Georgia. Han omvaldes tre gånger. Han avled 1914 i ämbetet och efterträddes av William S. West. Bacon gravsattes på Rose Hill Cemetery i Macon.
Bacon var rasist och enligt hans testamente grundades det i Macon genom en trust som förvaltades av staden en offentlig park där endast vithyade personer fick vistas. Georgias högsta domstol avgjorde 1966 i fallet Evans v. Abney att det inte var tillåtet för staden Macon att ha en offentlig park för endast vita personer. Staden försökte leva upp till Bacons rasistiska anda genom att överlåta trusten i privat ägo för att kunna ha kvar förbudet mot icke-vita och parken tillgänglig för alla vithyade medborgare. Domstolen accepterade inte stadens syn på den ursprungliga intentionen i Bacons testamente. Enligt domstolen skulle Bacon inte ha föredragit att parken används i ett syfte som blir omöjligt eller olagligt. Eftersom det var omöjligt och olagligt att ha kvar parken endast för vita, ansåg domstolen att Bacon skulle hellre ha föredragit att den inte alls skulle vara tillgänglig för allmänheten. Fallet gick vidare till USA:s högsta domstol som var av samma åsikt som Georgias högsta domstol, att testamentet hade blivit ogiltigt och att istället för trusten skulle egendomen överlåtas till Bacons övriga arvtagare för strikt privat bruk.